# Antoni Thum

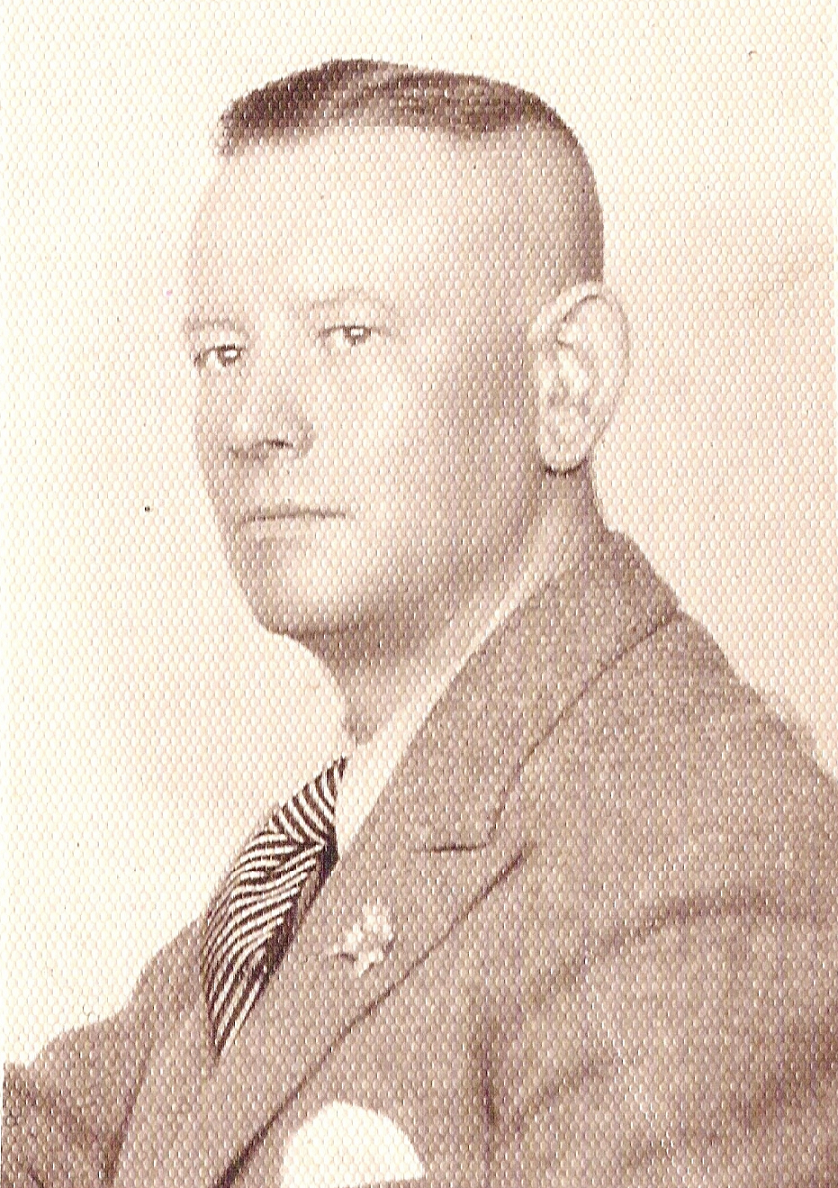
Antoni Thum

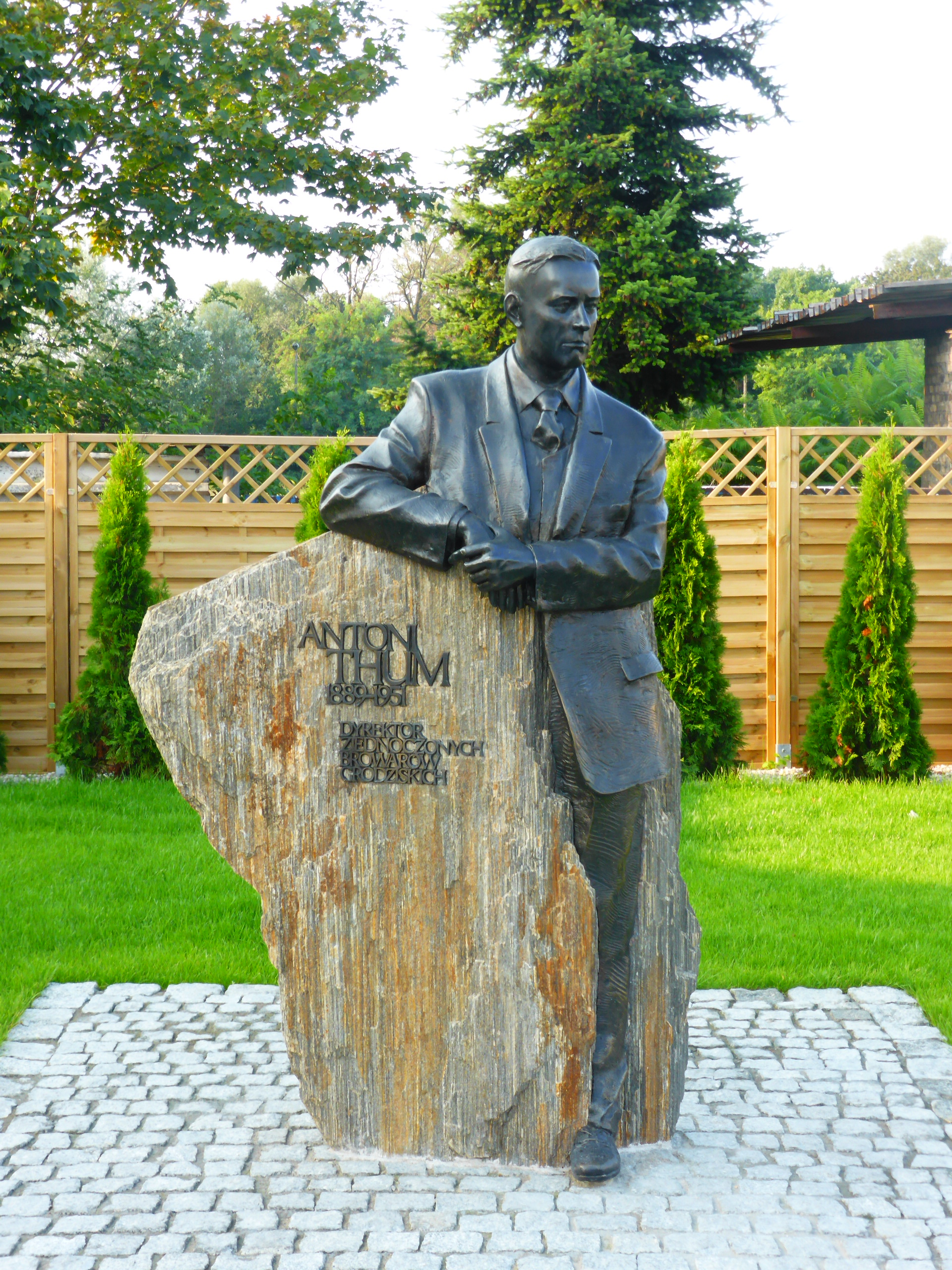
Pomnik Antoniego Thuma w Grodzisku Wielkopolskim

Antoni Thum (ur. 17 czerwca 1889, zm. 23 marca 1951 w Grodzisku Wielkopolskim) – polski piwowar pochodzenia austriackiego.

## Życiorys
Pochodził z austriackiej rodziny, która w 1873 roku osiedliła się w Grodzisku Wielkopolskim. Jego ojciec Karol Thum wywodził się ze znanej rodziny piwowarów, zamieszkałej w Elbogen (obecnie Łokieć) w pobliżu Karlowych Warów, która od lat posiadała tam własny browar. Matka Amelia pochodziła z ubogiej rodziny góralskiej. Mezalians Karola był bezpośrednim powodem opuszczenia rodzinnych stron i osiedlenia się w Grodzisku, gdzie przy ul. Zamkowej (ob. 27 Stycznia) założył fabrykę słodu.
Antoni Thum był jednym z siedmiorga dzieci. Szkołę powszechną ukończył w Grodzisku, a następnie szkoły techniczne o kierunku piwowarskim w Berlinie. Od najmłodszych lat pobierał naukę w browarze kierowanym przez ojca, gdzie przeszedł wszystkie szczeble kariery zawodowej – od "kulania beczek" po piwowara. Dodatkowo w latach 1904–1907 terminował jako czeladnik w browarach należących do Konstantyczaka i Weberskiego w Gnieźnie. W 1921 poślubił Zofię Nowak, córkę Macieja Nowaka właściciela piekarni oraz hurtowni zboża przy ul. Bukowskiej w Grodzisku. Z własnych oszczędności oraz z pieniędzy wniesionych w posagu żony, nabył w 1922 roku udziały niemieckie w grodziskich browarach, powołując jednocześnie Browary Grodziskie SA. Pod jego szefostwem browary doszły do największej świetności. Produkowane w nich piwo oraz słód, eksportowane było w okresie międzywojennym do 37 krajów na wszystkich kontynentach. Wybuch wojny uniemożliwił wybudowanie przez niego nowych browarów przy ul. Bukowskiej.
W okresie okupacji hitlerowskiej Antoni Thum nadal kierował browarami, chociaż pod nadzorem niemieckim. Po wyzwoleniu Grodziska browary zostały przejęte przez państwo, a on sam poddany represjom. Pracował wówczas w browarach we Wrześni, w których także posiadał udziały. W 1950 roku i ten browar został przejęty przez państwo. Ograbiony z własnego majątku, pobity przez nieznanych sprawców (prawdopodobnie funkcjonariusze UB), ostatnie miesiące życia przeżył w ciężkich warunkach materialnych.
Chociaż z pochodzenia Austriak (mówił z niemieckim akcentem), materialnie wspomagał powstanie wielkopolskie na ziemi grodziskiej, zachęcając jednocześnie swoich pracowników do wstępowania w szeregi powstańcze. Był członkiem grodziskiego magistratu i Rady Miejskiej. W 1929 roku założył Orkiestrę Dętą przy OSP w Grodzisku, którą z własnych środków uposażył. Przez wiele lat pełnił społecznie funkcję naczelnika, a następnie prezesa OSP, był także prezesem klubu sportowego Dyskobolia w latach 1932–1935.
Na szczególne uznanie zasługuje jego postawa w czasie okupacji, kiedy wykorzystując własną pozycję i kontakty pomagał wielu Polakom chroniąc ich przed aresztowaniem i wywózkami.
Zmarł 23 marca 1951 roku i został pochowany na cmentarzu parafialnym w Grodzisku. Jego pogrzeb był prawdziwą manifestacją. Miał jedną córkę – Irenę (zm. 1994).

## Upamiętnienie
W 2016 roku z inicjatywy miejscowych regionalistów w pobliżu Browaru w Grodzisku odsłonięto pomnik Antoniego Thuma.